# Lupus I van Gascogne
Lupus I (7de eeuw) was hertog van Aquitanië en Gascogne.
Lupus was reeds actief tijdens de regeerperiode van zijn voorganger Felix van Aquitanië. Na de dood van koning Chlotharius III van Neustrië in 673 brak er een troonstrijd uit in het Frankische Rijk. Lupus maakte van de situatie gebruik om de macht te grijpen en zich autonoom op te stellen. Hij spande samen met usurpator Flavius Paulus van Septimanië tegen koning Wamba van de Visigoten. In 675 probeerde hij de stad Limoges te veroveren. Nadien is niets meer van hem geweten.